# Riviera: The Promised Land
Riviera: The Promised Land (リヴィエラ～約束の地リヴィエラ～, Riviera: Yakusoku no Chi Riviera) é um jogo de RPG (role-playing game) originalmente produzido em 2002 pela Sting Entertainment para o WonderSwan Color, como o primeiro episódio da série de jogos Dept. Heaven. O jogo foi posteriormente introduzido no Game Boy Advance da Nintendo em 2004, lançado na América do Norte pela Atlus USA em 2005. Um remake aprimorado foi lançado para o PlayStation Portable em novembro de 2006, sendo lançado na América do Norte pela Atlus USA em julho de 2007. Em julho de 2023, um remaster em HD foi anunciado para Microsoft Windows, Nintendo Switch, iOS e Android. O remaster em HD foi lançado no Steam em julho de 2024.
O jogador assume o papel de Ein, um Anjo Sombrio (Grim Angel), que deve lutar contra demônios, bem como contra Anjos Sombrios antagonistas, para selar as quatro entidades do mal conhecidas como os Amaldiçoados (Accursed). Ele é acompanhado por quatro heroínas - Fia, Lina, Serene e Cierra - além de seu familiar parecido com um gato, Rose. Riviera também contém elementos de simulador de romance, onde o herói pode alcançar múltiplos finais com os personagens de suporte através de decisões tomadas ao longo do jogo.

## Jogabilidade
Riviera: The Promised Land é um jogo de RPG baseado em turnos, com alguns elementos de jogos de estratégia e simuladores de romance. Esse último aspecto se manifesta nas conversas do jogo. Ein muitas vezes terá que favorecer Fia, Lina, Serene ou Cierra em detrimento das outras nas cenas em que os personagens interagem entre si. Isso afeta a confiança delas em Ein, seu humor e, eventualmente, o desfecho do jogo.
Em cada um dos sete capítulos principais do jogo, o jogador começa em Elendia e recebe uma missão. O jogador então avança para o local onde a missão acontece, progredindo por nove estágios, até o oitavo estágio, que conterá o chefe do capítulo. O nono estágio é secreto e muitas vezes tem um método particular de acesso. Dentro de cada estágio há múltiplas telas, todas com eventos e batalhas próprias. Quando um capítulo é concluído, todos os pontos de gatilho (trigger points) acumulados são apagados. O jogador é levado a uma tela de resultados mostrando seu desempenho no capítulo e ganha pontos de gatilho com base nesse desempenho que podem ser usados no próximo capítulo.

### Exploração
Ao contrário da maioria dos RPGs, quando não está em batalha, o jogador não tem controle total sobre os movimentos de Ein. Em vez de mover-se livremente com botões direcionais, o jogador controla Ein através de gatilhos (triggers), em dois modos. Cada estágio é composto por várias telas, cada uma contendo gatilhos para explorar e, potencialmente, batalhas para enfrentar.
Modo de Observação (Look Mode)
No Modo de Observação, o jogador pode pressionar botões direcionais correspondentes aos gatilhos mostrados na tela. Alguns gatilhos só aparecerão após certos eventos terem ocorrido, e alguns mudam com investigação repetida. No entanto, muitos gatilhos requerem Pontos de Gatilho (Trigger Points, TP), obtidos em batalhas. Esses gatilhos podem acionar várias coisas, desde batalhas até cenas de eventos e itens grátis.
Modo de Movimento (Move Mode)
No Modo de Movimento, o jogador pode avançar ou retornar, de forma limitada, para telas anteriores. De forma semelhante ao Modo de Observação, gatilhos aparecerão na tela e um botão direcional correspondente deve ser pressionado para mover-se até eles, adicionando um turno à contagem. Diferente do Modo de Observação, no entanto, os gatilhos no Modo de Movimento não requerem Pontos de Gatilho, permitindo movimentação ilimitada, desde que não haja limite de turnos. Uma vez que o jogador tenha saído da tela final de um estágio, será solicitado que salve o jogo e então prossiga para o próximo estágio.

### Batalha
Antes de uma batalha começar, o jogador geralmente tem a opção de recuar, dando-lhe tempo para se preparar. Para cada batalha, o jogador pode escolher apenas três combatentes de um possível total de cinco, e um esquema de posicionamento para eles. O jogador pode escolher entre a formação Ataque ou Magia (Attack ou Magic). A formação de Ataque permite que os movimentos baseados em Ataque tenham um tempo de recarga menor, com dois personagens na fila da frente e um personagem na fila de trás. Na formação de Magia, os usuários de Magia têm um tempo de recarga menor e o posicionamento é invertido. Após essa decisão, o jogador deve escolher os itens a serem levados. Apenas dezesseis itens podem ser carregados a qualquer momento, e não há métodos de armazenamento. O jogador pode levar apenas quatro desses dezesseis itens para a batalha para uso de todos os três personagens. No entanto, para cada item, cada personagem tem um ataque diferente; onde, com um bastão, Cierra pode causar grande dano com um ataque mágico, Fia curaria um aliado.
Depois de todas as preparações, a batalha começa. A ordem dos turnos é decidida por uma contagem regressiva baseada em agilidade, último movimento usado e formação. Um personagem jogador pode selecionar entre até oito habilidades diferentes: uma habilidade normal para cada item e, se estiver bem treinado com esse item e o Medidor de OverDrive estiver suficientemente cheio, uma habilidade secundária mais interessante chamada OverSkill. Usar uma habilidade, no entanto, reduz quantas vezes mais esse item pode ser usado, pois Riviera emprega um sistema de durabilidade de itens semelhante a Fire Emblem, permitindo que o item seja usado apenas um certo número de vezes antes de se quebrar completamente. O Medidor de OverDrive se enche ao longo da batalha, conforme os personagens recebem e causam dano, e com certas habilidades. Em vários níveis, os personagens podem usar habilidades diferentes, pois certas habilidades requerem que mais do medidor esteja cheio. Existem cinco níveis de habilidades para os personagens jogadores: habilidades de Nível 0 que podem ser usadas a qualquer momento e sem treinamento; habilidades dos Níveis 1 a 3, que requerem treinamento e esvaziam essa quantidade do Medidor de OverDrive; e habilidades de Nível de Execução (Execution Level) que podem ser usadas em qualquer nível de preenchimento do Medidor de OverDrive, mas quebram o medidor para o restante da batalha e são obtidas apenas através da história. Os inimigos têm um medidor semelhante com três níveis: Normal, Fúria e Máximo (Normal, Rage e Max). Em Normal, eles só podem usar ataques normais. Em Fúria, eles podem usar ataques de Fúria e Normais, mas os últimos esvaziam o medidor. Em Máximo, eles podem usar todos os três, mas apenas habilidades de Máximo esvaziarão o medidor, e o esvaziarão completamente. Os inimigos também têm ataques Etc., que variam de cura a transformação, que podem ser usados a qualquer momento.
Uma vez que todos os aliados tenham tido seus Pontos de Vida esgotados até zero, a batalha terminará, acionando um Game Over, que dará ao jogador a opção de tentar a batalha novamente com as estatísticas dos inimigos reduzidas e o Medidor de OverDrive cheio. Se todos os inimigos tiverem seus Pontos de Vida esgotados até zero, em vez disso, o jogador obterá vitória e receberá uma classificação baseada no seu desempenho na batalha. A classificação é baseada tanto no tempo gasto na batalha quanto no golpe final, mas a classificação também será reduzida se o jogador tentar novamente. Pontos de Gatilho e itens são distribuídos com base na classificação que o jogador obteve na batalha. Além disso, se um personagem usou um item um número suficiente de vezes, ele será recompensado com um aumento de estatísticas e a liberação de um OverSkill que pode ser usado em batalhas posteriores.

## Personagens

### Personagens Principais
Ein (エクセル, Ekuseru, Ecthel na versão japonesa)
Voz por: Rie Kugimiya
Um Anjo Sombrio, que sacrificou suas asas negras para receber sua Diviner, Einherjar. Ele veste shorts, um colete, luvas, uma capa e um cachecol; ele tem cabelo cinza-preto e olhos azuis profundos. Ele parece ser um adolescente comum e é bastante ingênuo, um atributo que irrita seus parceiros Ledah e Rose. Em batalha, suas principais armas são espadas.
Fia (フィア, Fia)
Voz por: Natsumi Yanase
Uma adolescente com uma personalidade carinhosa. Ela usa uma longa saia verde e um colete preto sobre uma blusa branca de mangas compridas. Ela tem longos cabelos verdes presos com um laço combinando e olhos verdes. Inicialmente, ela compartilhava uma casa apenas com Lina, mas depois fez espaço para Ein, Cierra e Serene. Ela é, como Ein, gentil e nobre, às vezes severa e séria, e ela sabe cozinhar e misturar ervas bem, além de ser a única personagem com feitiços de cura. Ela é extremamente madura, apesar de ser a mais jovem das quatro companheiras femininas de Ein. Às vezes, Fia mostra sinais de timidez em relação aos outros, especialmente Ein, por quem ela tem uma queda. Em batalha, suas principais armas são rapieras e espadas.
Lina (ルゥリ, Rūri, Lyuri na versão japonesa)
Voz por: Hiromi Konno
Uma adolescente doce, infantil e energética. Ela usa uma saia curta amarela extravagante e um casaco. Ela tem olhos castanhos e cabelo laranja preso em maria-chiquinhas. Lina gosta de comer, de caçar tesouros em aventuras e de brincar com seus amigos; ela é ignorante quanto às tarefas domésticas. Ela constantemente se envolve em situações nas quais se envergonha, especialmente perto de Ein, por quem tem uma paixão secreta. Sua principal arma em batalha são arcos e outras armas de longo alcance.
Serene (セレネ, Serene)
Voz por: Ai Nonaka
Uma adolescente extrovertida e moleca, da mesma idade de Ein. Ela é uma Arc, diferente da maioria dos habitantes de Riviera, que são Sprites. Ela costumava viver na Ilha Rosalina com outros Arcs até que toda sua tribo foi morta pelo Anjo Sombrio Malice. Ela é a única sobrevivente e se junta a Ein, por quem desenvolve uma paixão. Serene tem grandes asas de morcego, uma característica compartilhada pelos Arcs. Ela usa um capacete adornado com um par de orelhas de gato falsas em seu cabelo azul escuro/índigo e tem olhos azuis. Ela veste um colete longo azul claro sobre um traje preto e um xale azul escuro. Em batalha, suas principais armas são foices e outras armas de haste.
Cierra (シエラ, Shiera)
Voz por: Yūko Gotō
Uma bruxa gentil e atenciosa. Ela é a figura de irmã mais velha do grupo e possui incríveis poderes mágicos. Ela é sempre otimista, mas às vezes desajeitada. Ela resgatou Rose depois que ela e Ein se separaram, embora acidentalmente tenha dado a ela uma poção que removeu a capacidade de Rose de falar. Para se divertir, ela estuda e brinca com magia. Cierra usa um típico chapéu cônico de bruxa, botas vermelhas e um vestido vermelho revelador e serrilhado. Suas principais armas em batalha são bastões e outras armas mágicas.
Ledah (レダ, Reda)
Voz por: Masakazu Morita
Um guerreiro experiente e um dos três Anjos Sombrios apresentados no jogo. Ele é um homem forte, leal e muito solitário. É sugerido que ele é muito mais velho do que Ein e seus companheiros, dado sua experiência e a escolha dos dubladores para ele nas versões de GBA e PSP, mas isso é discutível. Ele segue as ordens dos sete Magos (Magi) sem questionar. Isso porque ele trocou suas emoções por sua Diviner, Lorelei, impedindo-o de reconsiderar as ordens que lhe são dadas. Ledah é mostrado como distante, cínico e pragmático.
Rose (ロゼ, Roze)
Voz: Rika Komatsu
A familiar de Ein, com uma aparência semelhante a um gato preto com asas de morcego nas costas. Ela se sente incomodada quando é chamada de gato e sempre retruca. Rose adora a fita verde em sua cauda. Ela explica detalhadamente o sistema do jogo para Ein. Às vezes, pode ser um pouco sarcástica, mas é bastante compreensiva.

### Personagens Secundários
Malice (マリス, Marisu)
Voz por: Mariko Suzuki
Um Anjo Sombrio demoníaco que age separadamente de Ein e dos outros. Ela maneja o machado de gelo God Axe Tur. Para ativar a Retribuição, ela se dirigiu à Ilha Rosalina e devastou a tribo Arc.
Hector (ヘクター, Hekutā)
Voz por: Noriaki Sugiyama
Um dos representantes dos deuses, pertencente aos "Sete Magi". Ele envia Ein e Ledah para Riviera para ativar a Retribuição, mas parece estar conduzindo algum outro plano paralelo.
Ursula (ウルスラ, Urusura)
Voz por: Yuka Shioyama
Uma entidade que supervisiona os espíritos que residem em Riviera. Na história principal, Ursula se interpõe no caminho de Ein e Ledah para impedir a ativação da Retribuição, que destruiria Riviera junto com os demônios. Mais tarde, ela encontra esperança em Ein que, apesar de ser um Anjo Sombrio, começa a questionar sobre os métodos de Asgard e confia a ele o futuro de Riviera. Ursula é extremamente versátil, capaz de roubar memórias e poderes das Diviners, interferir em sonhos e até ressuscitar os mortos.

## Enredo
Riviera: The Promised Land se inspira em diversas mitologias, principalmente na nórdica,[carece de fontes?] incorporando conceitos como Ragnarök e Yggdrasil em sua história. O jogo se passa principalmente no continente de Riviera, com os personagens visitando vários locais, como uma cidade afundando, uma floresta e um cemitério abandonado.
Mil anos antes dos eventos do jogo, ocorreu uma guerra conhecida como Ragnarok. Os deuses de Asgard foram atacados e dominados por demônios de Utgard. Em desespero, os deuses quebraram um antigo pacto; sacrificaram suas vidas para criar ceifeiros de asas negras que passaram a ser conhecidos como Anjos Sombrios. Cada um deles estava armado com uma "Diviner", uma arma sagrada com a qual derrotavam facilmente os demônios. Após o fim da guerra, Utgard foi renomeada para Riviera e transformada em um belo paraíso. Os deuses deixaram seu conhecimento e autoridade sob os cuidados de sete Magos e seu poder sob a responsabilidade dos Sprites, os habitantes de uma pacífica Riviera.
Após mil anos de paz, surgiram rumores sobre o retorno dos demônios. Hector, um dos Sete Magos, envia os Anjos Sombrios Ein e Ledah para Riviera, acompanhados pela familiar de Ein, Rose. Eles têm a missão de ativar a "Retribuição", um poder oculto dos deuses que eliminaria os demônios, mas destruiria Riviera no processo. No final de "Portão dos Céus", eles encontram Ursula, a guardiã de Riviera. Ein cai em batalha e é levado a Yggdrasil, o coração de Riviera, por Ursula. Descobrindo que ele tem um bom coração, ela lhe confia a proteção de Riviera.
Ein acorda sofrendo de amnésia, incapaz de lembrar seu propósito ou origem. Ele é cuidado por Fia e Lina, residentes de Elendia, uma vila próxima a Yggdrasil. Notícias sobre o renascimento dos "Amaldiçoados" – os "progenitores do mal" – chegam até eles e eles partem para investigar. Eventualmente, eles derrotam todos os quatro e encontram Serene, Cierra e até Rose ao longo do caminho. Enquanto isso, Ledah busca por Yggdrasil para ativar a "Retribuição".
Ein agora espera viver pacificamente em Elendia com seus novos amigos, mas Ursula os informa que Ledah invadiu Yggdrasil e pretende destruir os três "Aquários", as fontes do poder de Yggdrasil, na tentativa de ativar a Retribuição. Os seis companheiros (Ein, Lina, Fia, Serene, Cierra e Rose) partem para Yggdrasil. Embora consigam subjugar Ledah em batalha, é o Anjo Sombrio Malice, o peão de Hector, quem desfere o golpe fatal. Um Ledah agonizante os avisa que Hector os enganou o tempo todo: ele não cumpre a vontade dos deuses, mas busca o poder supremo para si.
Eles perseguem Malice, mas não conseguem impedir que ela destrua o último Aquário. Eles lutam contra ela e, eventualmente, Ledah aparece para interceptar um dos ataques de Malice. Ledah morre logo depois, dizendo a Ein para deter Hector. Os companheiros então correm para o "Labirinto das Sombras" onde Seth, o Selado, está aprisionado. Lá, Hector tira a vida de Malice e da garota com quem Ein mais se aproximou; as duas últimas almas necessárias para liberar Seth. Hector pretende se tornar o único Deus Verdadeiro e, para isso, funde seu corpo com o de Seth para se tornar Seth-Rah. No entanto, Ein e seus companheiros conseguem derrotar Seth-Rah e, em seguida, são teleportados de volta para Yggdrasil por Ursula pouco antes de todo o Labirinto desmoronar.
Ao retornarem, Ursula revela que, com a morte de sua contraparte Seth, ela também deixará de existir. Antes de desaparecer, ela ressuscita a garota que Hector matou e também encarrega Ein, Fia, Lina, Serene, Cierra e Rose de continuar protegendo Riviera.
Como Riviera é um simulador de romance, o jogador pode alcançar múltiplos finais dependendo de suas respostas à suas companheiras. Dependendo delas, um final pode ser alcançado com Ein e a garota escolhida tendo uma cena especial juntos. O final com Rose é um final oculto, pois não estava no jogo original do WonderSwan Color, e Rose não tem um status de confiança no jogo. O último quadro também revela (independentemente do final) que Rose se torna uma historiadora na vida adulta e registra suas aventuras.

## Desenvolvimento
Riviera: The Promised Land foi originalmente desenvolvido para o WonderSwan Color. O desenvolvimento começou em novembro de 2000, com um lançamento exclusivo no Japão em 2002. 
Em 2004, Riviera foi refeito para o Game Boy Advance, apresentando um estilo de arte completamente novo devido ao envolvimento de Sunaho Tobe no projeto, e também contou com várias novas CGs, eventos e uma atuação de voz, limitada. Esta versão teve uma eventual tradução e lançamento na América do Norte pela Atlus USA, em 2005.
Em 2006, a Sting anunciou e lançou um remake para PSP do jogo, com mais CGs, eventos e atuação de voz completa, mas os sprites eram apenas versões ampliadas das usadas nas versões de WSC e GBA. Após vários varejistas vazarem a notícia, a Atlus USA anunciou oficialmente que lançaria o jogo na América do Norte, junto com um capítulo extra que não aparecia na versão japonesa. Em outubro de 2007, uma Edição Especial foi lançada pela Sting no Japão, e era essencialmente a versão PSP dos EUA com texto em japonês substituindo o texto em inglês.
Em julho de 2023, um remaster em HD foi anunciado, sendo este lançado para Nintendo Switch, iOS, Android e Windows ao longo de 2024.

## Áudio
O lançamento de Riviera para Game Boy Advance apresentou uma grande quantidade de dublagem para um título de GBA, com quase duzentos clipes de voz, muito mais do que a maioria dos jogos para o sistema.[carece de fontes?]
A versão para PSP é totalmente dublada. Os dubladores da versão japonesa para PSP são em grande parte os mesmos da versão GBA. A Atlus USA optou por manter as vozes japonesas em sua localização do jogo e também adicionou dublagem em inglês. Os dubladores em inglês do jogo são em grande parte os mesmos da versão em inglês do GBA.[carece de fontes?]
A trilha sonora de Riviera foi composta principalmente por Minako Adachi, com algumas faixas de Shigeki Hayashi, e abrangia menos de quarenta faixas.[carece de fontes?] Essa música foi rearranjada e regravada para cada lançamento do jogo, mas permaneceu praticamente estática.
A trilha sonora foi lançada duas vezes, a primeira após o lançamento da versão GBA, o Riviera Full Arrange Soundtrack, que apresentava versões arranjadas de todas as músicas, mas não as versões originais do GBA ou WSC.[carece de fontes?] Logo depois veio o Riviera Intro Disc, que apresentava a música do WSC, além de uma faixa de drama apresentando todos os personagens. Em fevereiro de 2007, após o lançamento da versão PSP do jogo, a Sting lançou a Riviera Perfect Audio Collection Plus, uma coleção de três discos contendo a música original das três versões do jogo.
A Sting também lançou várias faixas de drama para Riviera, a primeira aparecendo no Riviera Intro Disc, seguida por quatro no Riviera Epilogue Disc e, em seguida, um CD completo de drama após transmissões semanais na Internet Radio Station Onsen (インターネットラジオステーション＜音泉＞), usado para promover a versão PSP. Este CD de drama foi chamado The Precious Chapter e continha sete faixas de drama em dois discos.[carece de fontes?]

## Recepção
A versão para Game Boy Advance de Riviera: The Promised Land recebeu "críticas geralmente favoráveis", enquanto a versão para PSP recebeu "críticas medianas", de acordo com o site agregador de críticas Metacritic . No Japão, a Famitsu deu à versão WonderSwan Color uma pontuação de 31 de 40; em 2004, a mesma revista deu à versão GBA uma pontuação de um nove, um oito, um sete e outro oito, totalizando 32 de 40; e em 2006 deu à versão PSP uma pontuação de dois oitos e dois setes, totalizando 30 de 40.

## Links externos
Riviera: The Promised Land na MobyGames
Sites oficiais:
- (em japonês) WSC, GBA, PSP, HD Remake
- (em inglês)GBA Arquivado em fevereiro 23, 2017, no Wayback Machine, PSP Arquivado em dezembro 19, 2008, no Wayback Machine